# Дисоцијација (психологија)
За остале употребе погледајте Дисоцијација
У психологији термин дисоцијација се односи на широк спектар симптома од благе емотивне отуђености од најближих до озбиљних као што је огуглалост на физичке и емотивне доживљаје. Главна карактеристика свих дисоцијативних поремећаја је отуђеност од стварности а не губитак исте као у психози.